# 種田陽平
種田 陽平（たねだ ようへい、1960年 - ）は、大阪府出身のプロダクションデザイナー、アートディレクター。

## 経歴
武蔵野美術大学油絵学科卒業。在学中から絵画助手として寺山修司監督作品『上海異人娼館』などに参加。榎戸耕史監督『・ふ・た・り・ぼ・っ・ち・』で劇場用一般映画デビュー。その後、数々の話題作の美術を務めている。
『スワロウテイル』で第20回日本アカデミー賞・優秀美術賞、『不夜城』で第18回香港電影金像奨・最優秀美術監督賞、第22回日本アカデミー賞・優秀美術賞を受賞。『キル・ビル Vol.1』では米国美術監督協会の最優秀美術賞にノミネート。『THE 有頂天ホテル』『フラガール』で第61回毎日映画コンクールの美術賞、第30回日本アカデミー賞・優秀美術賞を受賞。2008年『ザ・マジックアワー』で第32回日本アカデミー賞・優秀美術賞を受賞、第3回アジアフィルムアワード美術賞にノミネートされた。
2009年『空気人形』『ヴィヨンの妻 〜桜桃とタンポポ〜』で芸術選奨文部科学大臣賞を受賞。また、『ヴィヨンの妻 〜桜桃とタンポポ〜』で第33回日本アカデミー賞・最優秀美術賞、第64回毎日映画コンクール美術賞を受賞。2010年『悪人』で第34回日本アカデミー賞・優秀美術賞を受賞。
2011年には三谷幸喜監督『ステキな金縛り』、台湾映画『セデック・バレ』が公開、大ヒットを記録。同年秋の叙勲で紫綬褒章を受章。
2012年にはチャン・イーモウ監督の中国映画『金陵十三釵』が公開され中国本土で大ヒットを記録する。同年、俳優のキアヌ・リーブスの初監督作品『ファイティング・タイガー 〜MAN OF TAI  CHI〜』を北京および香港で撮影、帰国して三谷幸喜監督作品、『THE 有頂天ホテル』『ザ・マジックアワー』『ステキな金縛り』に続き、4作目となる『清洲会議』を撮影。
2013年、香港のラマン・ホイ監督とともに挑んだ『MONSTER HUNT 〜捉妖記〜』を北京で撮影。CGのモンスターたちが生息する世界を種田は構築。この映画は、2015年夏に中国で公開され、中国映画として記録的大ヒットとなった。
2014年は、スタジオジブリ作品、米林宏昌監督の『思い出のマーニー』の美術監督をつとめる。
その美術監督としての仕事ぶりは、『プロフェッショナル仕事の流儀 “細部を突き詰め、世界を創る”』（NHK総合、2014年8月25日放送)として描かれた。
同年、『思い出のマーニー×種田陽平展』を江戸東京博物館にて開催。
2015年、この展覧会は、愛媛県美術館に巡回し、さらに愛・地球博記念公園にて『思い出のマーニー×種田陽平展』が『ジブリの大博覧会〜ナウシカからマーニーまで』とともに開催。
2014年〜2015年は、クエンティン・タランティーノ監督の『ヘイトフル・エイト』の美術監督をつとめ、南北戦争後のロッキー山中を舞台とする西部劇の世界をつくった。
著書に『ホット・セット』（メディアファクトリー）、『TOWN for the FILMS』（角川書店）、自伝的画文集『どこか遠くへ』（小学館）、角川oneテーマ21『ジブリの世界を創る』など。最新刊は初の児童書『ステラと未来』(講談社）。
国内外の映画に展覧会のほかテレビ番組やCM、イベント、空間デザイン、舞台美術、グラフィックス、イラストレーション、エッセイ、著作など幅広い分野で活動している。

## その他
キネマ旬報が1999年に行ったアンケートによれば、自身のベスト作品に、邦画では黒澤明『隠し砦の三悪人』や内田吐夢『血槍富士』を、洋画ではジョン・フォード『荒野の決闘』やサム・ペキンパー『ガルシアの首』ロバート・アルトマン『ロング・グッドバイ』コーエン兄弟『ファーゴ』などを選び、コメントで「いつまでも『七人の侍』や『東京物語』が一位という結果も嫌なので、そういった作品はあえて外した」「『ガルシアの首』や『ロング・グッドバイ』に必適する熱いアメリカ映画はもう見られないのか。『ファーゴ』を演出したコーエン兄弟にはその可能性があると思います」と発言。

## 作品

### 映画

#### 美術監督
- 変態家族 兄貴の嫁さん（1984年、周防正行監督）
- 半分人間 アインシュツェルツェンデ・ノイバウテン（1986年、石井聰互監督）
- ・ふ・た・り・ぼ・っ・ち・（1988年、榎戸耕史監督）
- ほんの5g（1988年、太田圭監督）
- ジュリエット・ゲーム（1989年、鴻上尚史監督）
- SMAP『はじめての夏』（1994年、斎藤久志監督）
- ZERO WOMAN 警視庁0課の女（1994年、榎戸耕史監督）
- ロマンス（1995年、長崎俊一監督）
- スワロウテイル（1996年、岩井俊二監督）
  - 第20回日本アカデミー賞／最優秀美術賞ノミネート
- 香港大夜総会 タッチ&マギー（1997年、渡邊孝好監督）
- ドッグス（1998年、長崎俊一監督）
- 不夜城（1998年、リー・チーガイ監督）
  - 第18回香港電影金像奨／最優秀美術監督賞、第22回日本アカデミー賞／最優秀美術賞ノミネート
- 死国（1999年、長崎俊一監督）
- 千年旅人（1999年、辻仁成監督）
- ほとけ（2000年、辻仁成監督）
- フィラメント（2001年、辻仁成監督）
- 冷静と情熱のあいだ（2001年、中江功監督）
- キル・ビル Vol.1（2003年、クエンティン・タランティーノ監督）
  - 米国美術監督協会／最優秀美術賞ノミネート
- 花とアリス（2003年、岩井俊二監督）
- 69 sixty nine（2004年、李相日監督）
- イノセンス（2004年、押井守監督）
- いま、会いにゆきます（2004年、土井裕泰監督）
- 闇打つ心臓（2005年、長崎俊一監督）
- THE 有頂天ホテル（2006年、三谷幸喜監督）
  - 第61回毎日映画コンクール／優秀美術賞、第30回日本アカデミー賞／最優秀美術賞ノミネート
- フラガール（李相日監督）
  - 第61回毎日映画コンクール・優秀美術賞、第30回日本アカデミー賞／最優秀美術賞ノミネート
- シルク（2006年、スー・チャオピン監督）台湾映画
- 怪談（2007年、中田秀夫監督）
- ザ・マジックアワー（2008年、三谷幸喜監督）
  - 第32回日本アカデミー賞／最優秀美術賞ノミネート、第3回アジアン・フィルム・アワーズ／最優秀美術賞ノミネート
- 昴-スバル-（2009年、リー・チーガイ監督）
- ヴィヨンの妻 〜桜桃とタンポポ〜（2009年、根岸吉太郎監督）
  - 平成21年度 文化庁芸術選奨・文部科学大臣賞 映画部門
  - 第33回日本アカデミー賞・最優秀美術賞、第64回毎日映画コンクール美術賞
- 空気人形（2009年、是枝裕和監督）
  - 平成21年度 文化庁芸術選奨・文部科学大臣賞 映画部門
- アマルフィ 女神の報酬（2009年、西谷弘監督）
- 悪人（2010年、李相日監督）
  - 第34回日本アカデミー賞／最優秀美術賞ノミネート
- ステキな金縛り（2011年、三谷幸喜監督）
  - 第35回日本アカデミー賞／最優秀美術賞ノミネート
- セデック・バレ 第一部 太陽旗／第二部 虹の橋（2011年、ウェイ・ダーション監督）
  - 第6回アジアン・フィルム・アワーズ／最優秀美術監督ノミネート
  - 第48回台北金馬影展／最優秀美術監督ノミネート
- 金陵十三釵（2011年、チャン・イーモウ監督）日本未公開
- 曹操暗殺 三国志外伝（2012年、チャオ・リンシャン監督）
- ファイティング・タイガー（2013年、キアヌ・リーブス監督）
- 清須会議（2013年、三谷幸喜監督）
- 思い出のマーニー（2014年、米林宏昌監督）[9][10]
- 蜩ノ記（2014年、小泉堯史監督）
- 捉妖記（原題）（2015年、ラマン・ホイ監督）
  - 第52回金馬奨 美術賞ノミネート[11]
- ヘイトフル・エイト（2015年、クエンティン・タランティーノ監督）[12]
- マンハント（2017年、ジョン・ウー監督）[13]
- 三度目の殺人（2017年、是枝裕和監督）
- 国宝（2025年、李相日監督）

#### 美術監修ほか
- 稲村ジェーン（1990年、桑田佳祐監督）- キャラクターデザイン
- スキ!（1990年、渡邊孝好監督）- 劇中絵画制作
- 双生児（1999年、塚本晋也監督）- 美術プロデュース
- 日本沈没（2006年、樋口真嗣監督）- 美術アドバイザー
- 夜のピクニック（2006年、長澤雅彦監督）コンセプト・デザイン
- 西の魔女が死んだ（2008年、長崎俊一監督）- 美術監修
- BANDAGE バンデイジ（2010年、小林武史監督）- 美術スーパーバイザー
- ゴースト もういちど抱きしめたい（大谷太郎監督）- 美術アドバイザー
- かぐや姫の物語（2013年、高畑勲監督） - 協力
- もういちど（2014年、板屋宏幸監督）- 美術監修
- ギャラクシー街道（2015年、三谷幸喜監督）- コンセプトデザイン

ほか多数

### 展示
- 2000 映画美術展：『TOWN for the FILMSーFrom City into Village, Japanese Film Architecture by Yohei Taneda』

（オランダ建築博物館／ロッテルダム・オランダ）2000年1月22日〜3月5日
- 2000 絵画出展：日本建築展『Towards Totalscape』

（オランダ建築博物館／ロッテルダム・オランダ）2000年10月21日〜2001年1月14日
- 2001 写真展：『つくって、撮った、偽景展ー「不夜城」から「ほとけ」「冷静と情熱のあいだ」まで』

（ミノルタフォトスペース新宿／新宿・東京都）2001年9月18日〜10月1日
- 2001 美術監督／映画美術展：『冷静と情熱のあいだ アートビジュアル展』

（フジテレビシアターモール／お台場・東京都）
- 2004 展示監修：『イノセンス・都市の情景展 Scenery of Cities from INNOCENCE』

（森都市未来研究所／六本木・東京都）2004年4月10日〜5月9日
- 2008 美術監督：『小さなルーヴル美術館展』

（三鷹の森ジブリ美術館／三鷹市・東京都）2008年5月24日〜2009年5月10日
- 2010 インスタレーション／映画美術展：『TANEDA'S COOLSINGEL CUBE』

（ロッテルダム・オランダ）ファサード 2010年1月26日〜2010年6月／地下展示 2010年1月27日〜2月7日
- 2010 美術監督：『小さなルーヴル美術館展 in 軽井沢』巡回展

（メルシャン軽井沢美術館／軽井沢・長野県）2010年4月1日〜12月5日
- 2010 美術監督／映画美術展：『借りぐらしのアリエッティ×種田陽平展』

（東京都現代美術館／木場・東京都）2010年7月17日〜10月3日
- 2011 美術監督／映画美術展：『借りぐらしのアリエッティ×種田陽平展』巡回展

（愛媛県美術館／松山市・愛媛県）2011年4月3日〜6月12日
- 2011 美術監督／映画美術展：『借りぐらしのアリエッティ×種田陽平展』巡回展

（兵庫県立美術館／神戸市・兵庫県）2011年7月23日〜9月25日
- 2011 美術監督：新規常設展示『2050年くらしのかたち』

（日本科学未来館／青海・東京都）2011年8月〜
- 2011 美術監督／映画美術展：『借りぐらしのアリエッティ×種田陽平展』巡回展

（新潟県立近代美術館／長岡市・新潟県）2011年11月3日〜2012年1月15日
- 2012 美術監督／映画美術展：『種田陽平的電影世界展（種田陽平映画美術展）in 台湾』

（高雄市藝術特区 C1&C2倉庫／高雄市・台湾）2012年6月23日〜 10月14日
- 2012 美術監督／美術展：『小小羅浮宮展（小さなルーヴル美術館展）種田陽平的美術世界展 in 台湾』

（高雄市藝術特区 P2倉庫／高雄市・台湾）2012年6月23日〜 9月16日
- 2012 美術監督／映画美術展：『種田陽平的電影世界展（種田陽平映画美術展）in 台湾』巡回展

（台北市政府松山文創意園區／台北市・台湾）2012年10月27日〜 2013年2月17日
- 2012 美術監督／美術展：『小小羅浮宮展（小さなルーヴル美術館展）種田陽平的美術世界展 in 台湾』巡回展

（台北国立歴史博物館／台北市・台湾）2012年10月6 日〜2013 年1月8日
- 2013 監修／美術監督：『種田陽平による三谷幸喜映画の世界観展』

（上野の森美術館／東京）2013年10月12日〜2013年11月17日
- 2014 監修／美術監督：『思い出のマーニー×種田陽平展』

（江戸東京博物館／東京）2014年7月27日~9月15日
- 2015  監修／美術監督：『思い出のマーニー×種田陽平展』

（愛媛県美術館／松山）2015年4月3日〜6月7日
- 2015  監修／美術監督：『思い出のマーニー×種田陽平展』/『ジブリの大博覧会』

（愛・地球博記念公園／長久手市）2015年9月12日〜12月8日
ほか多数

### イベント
- 2004 イベントプロデュース：『ブラボーSASEBOフェスティバル』

（美術監督をつとめた映画『69 sixty nine』の舞台／佐世保市・長崎県）2004年7月1日〜8月23日
- 2007 美術監督：長崎ハウステンボス『夏の祝祭劇場 灯りのまつり ファントマティーコ！』

（長崎ハウステンボス／佐世保市・長崎県）2009年7月18日〜8月31日
- 2008 美術監督：長崎ハウステンボス『夏の祝祭劇場 灯りのまつり ファントマティーコ！』

（長崎ハウステンボス／佐世保市・長崎県）2009年7月18日〜8月31日
- 2009 美術監督：長崎ハウステンボス『夏の祝祭劇場 灯りのまつり ファントマティーコ！』

（長崎ハウステンボス／佐世保市・長崎県）2009年7月18日〜8月31日
- 2014 美術監修：Perfume 5th Tour 2014『ぐるんぐるん』

ほか多数

### 舞台
- 2000 美術：『お迎え準備』（作・演出：斎藤久志）

（制作：茂木節美 制作協力：サードステージ 劇場：MOMO／中野・東京都）
- 2004 美術：『二人の女兵士の物語』（作・演出：坂手洋二）

（制作・劇場：新国立劇場 小劇場、LOFT公演／初台・東京都）
- 2011 美術：『ベッジ・パードン』（作・演出：三谷幸喜）

（企画・製作：シス・カンパニー 企画協力：コードリー 劇場：世田谷パブリックシアター／三軒茶屋・東京都）

### CM
2014年
サントリー／企業広告 シリーズ
2013年
アサヒビール／アサヒスーパードライ CRANK UP篇
2011年
- ハウス食品株式会社／ハウス ジャワカレー ジャワーって広がる篇 胸がジャワつく篇

2010年
- 三菱UFJモルガン・スタンレー証券／誕生告知 世界の知恵篇

2008年
- NTTドコモ／法人向け24H通話無料 社長と社員篇
- ハウス食品株式会社／ハウス ジャワカレー 市場篇 ガゼボのふたり篇
- 大日本住友製薬／坂道篇 散髪篇
- 2016年オリンピック招致プロモーション映像

2007年
- サッポロビール株式会社／企業コマーシャル つくるしかない篇
- ハウス食品株式会社／ハウス ジャワカレー 天国のビーチ篇 ツリーバルコニー篇
- 森永製菓株式会社／ウイダーinゼリー カラダづくりの好きな男篇

2006年
- 麒麟麦酒株式会社／のどごし生シリーズ
- 三菱UFJ証券株式会社／企業篇 信託篇
- 富士通株式会社／FMV 変身篇
- NTTドコモ／FOMAテレビ電話 理由篇 探し物篇 仲裁篇

2005年
- アメリカン・エキスプレス・カンパニー／My life. My card. Ken Watanabe in KYOTO 標識篇 歩道篇
- UCC上島珈琲株式会社／BLACK無糖 Future Media篇
- 麒麟麦酒株式会社／のどごし生シリーズ
- アサヒ飲料株式会社／若武者 キレ味緑茶登場篇 緑茶はキレ味篇

2004年
- ハウス食品株式会社／ハウス ジャワカレー 森高・江口登場篇 辛いが幸せテニス篇
- NTT／春のフェア やるフィギュア篇

ほか多数

### テレビ
- 2001『夫婦漫才』（TBSテレビ）美術プラン
- 2001『嫉妬の香り』（テレビ朝日）イメージ・デザイン
- 2002『私立探偵 濱マイク』（読売テレビ）コンセプチュアル・デザイン
- 2006〜 『日経スペシャル カンブリア宮殿』（テレビ東京）美術監督
- 2011 WOWOW開局20周年番組『short cut』（WOWOW／脚本と監督：三谷幸喜）美術監修

ほか多数

### ミュージックビデオ
- Perfume『Cling Cling』
- 松たか子『時の舟』『I STAND ALONE』『空の鏡』
- ポルノグラフィティ『ヒトリノ夜』『サウダージ』『アポロ』
- L'Arc〜en〜Ciel『花葬』
- Lily Chou-Chou『共鳴〜空虚な石〜』『I WANNA BE』
- エレファントカシマシ『孤独な旅人』『悲しみの果て』
- 東京スカパラダイスオーケストラ『HAPPY GO LUCKY』『ブルーマーメイド』『GOLD RUSH』
- 奥田民生『月を超えろ』
- UNICORN『すばらしい日々』『雪が降る町』
- hide（X JAPAN）『EYES LOVE YOU』
- 石井竜也『WHITE MOON IN THE BLUE SKY』
- 桑田佳祐『月』
- JUDY AND MARY『BLUE TEARS』『Cheese “PIZZA”』
- DREAMS COME TRUE『そうだよ』『ROMANCE』

ほか多数

### グラフィック
- 2006 タイトル・クレジットタイトル：『THE 有頂天ホテル』（三谷幸喜監督）
- 2006 パッケージ：DVD『THE 有頂天ホテル』（三谷幸喜監督）スペシャル・エディション
- 2008 タイトル・クレジットタイトル：『ザ・マジックアワー』（三谷幸喜監督）
- 2008 パッケージ：DVD『ザ・マジックアワー』（三谷幸喜監督）スペシャル・エディション
- 2009 イラストレーション：チネチッタ
- 2010 イラストレーション：一青窈CDアルバム『花蓮街』
- 2010 タイトル・クレジットタイトル：『ステキな金縛り』（三谷幸喜監督）
- 2011 日本映画
- 2012 イラストレーション：チャリティーユニット・JAPAN UNITED with MUSICのシングルCD「All You Need Is Love」
- 2012 パッケージ：Blu-ray／DVD『ステキな金縛り』（三谷幸喜監督）スペシャル・エディション
- 2013 装丁：書籍『雪月花黙示録』（恩田陸）角川書店
- 2014 イラストレーション：日本映画専門チャンネルジングル「映画港町・シネポートタウン」放映中
- 2014 パッケージ監修：Blu-ray／DVD『清須会議』（三谷幸喜監督）スペシャル・エディション

ほか多数

### 書籍
- 1998『TOWN for the FILMS ARTWORKS from “Swallowtail Butterfly” to “Sleepless Town”』（角川書店）
- 2002『辻仁成+種田陽平式 映画づくりの旅』（世界文化社）
- 2002『The Art of かまいたちの夜2 三日月島』（チュンソフト）
- 2004『INNOCENCE The Official Art Book』（INNOCENCE DVDコレクターズBOX／徳間書店）
- 2007『ホット・セット／種田陽平 美術監督作品集』（メディアファクトリー）
- 2008『TRIP for the FILMS ARTWORKS from “Shikoku” to “The Magic Hour” featuring “KILL BILL Vol.1”』（角川書店）
- 2009『どこか遠くへ』（小学館）
- 2010『借りぐらしのアリエッティ×種田陽平展』図録
- 2013『種田陽平による三谷幸喜映画の世界観展OFFICIAL BOOK』（ぴあ）
- 2014『思い出のマーニー×種田陽平展オフィシャルガイド』（角川書店）
- 2014『ジブリの世界を創る』（角川oneテーマ新書）
- 2014『伝説の映画美術監督たち×種田陽平』（スペースシャワーネットワーク）
- 2015『ステラと未来』(講談社）

### その他
- 1996 美術監督：ビデオ『中島みゆき 夜会 vol.7』（根岸吉太郎監督）
- 1997 美術監督：ビデオ『中島みゆき 夜会 vol.8』（根岸吉太郎監督）
- 1998 店舗デザイン：bar LEM（麻布十番・東京都）
- 2002 美術監督：ゲームソフト『かまいたちの夜2 監獄島のわらべ唄』（チュンソフト）
- 2004 プロダクトデザイン：ニュー・デザイン・パラダイス『No.13 将棋』（フジテレビ）
- 2010 タイトルバックデザイン：『ステキな金縛り』（三谷幸喜監督）
- 2011 短編アニメディレクション：『未来予創図』（日本科学未来館『2050年くらしのかたち』）
- 2012 内装デザイン：乃木会館 豊明（とよのあかり）

ほか多数